# Gąsówka kępkowa
Gąsówka kępkowa (Clitocybe fasciculata H.E. Bigelow & A.H. Sm.) – gatunek grzybów z rzędu pieczarkowców (Agaricales).

## Systematyka i nazewnictwo
Pozycja w klasyfikacji według Index Fungorum: Clitocybe, Incertae sedis, Agaricales, Agaricomycetidae, Agaricomycetes, Agaricomycotina, Basidiomycota, Fungi.
Po raz pierwszy opisał go w 1898 roku Giacomo Bresàdola, nadając mu nazwę Tricholoma panaeolus var. caespitosum, jednakże jego opis nie spełniał wymogów nazewnictwa botanicznego. W 1969 roku Howard Elson Bigelow i Alexander Hanchett Smith nadali mu obecną nazwę. Synonimy:
- Lepista caespitosa (Bres.) Singer 1951
- Rhodopaxillus caespitosus (Bres.) Singer 1939
- Tricholoma panaeolum f. caespitosum (Bres.) Sacc. & P. Syd. 1902
- Tricholoma panaeolum var. caespitosum Bres. 1892

Nazwę polską zaproponował w 2003 roku Władysław Wojewoda, ale dla synonimu Lepista caespitosa. Jest ona niespójna z aktualną nazwą naukową.

## Morfologia
Kapelusz
Średnica 3–12 cm, początkowo wypukły, potem wklęsły, zwykle falisty, czasem także powcinany, dość mięsisty. Brzeg podwinięty, dość nieregularny i zniekształcony. Powierzchnia biaława, białokremowa, żółtawokremowa, szarawa lub jasnobrązowawa, w środku nieco ciemniejsza, często z małymi okrągłymi plamkami.
Blaszki
Bardzo gęste, przyrośnięte i zbiegające krótko na trzon, najpierw kremowe, później żółtawe, brązoworóżowe do czerwonawobrązowych, łatwo oddzielające się od dna kapelusza.
Trzon
Wysokość 2–8 (9) cm, grubość 1–2 (3) cm, cylindryczny, często zakrzywiony. W nasadzie kilka trzonów zrasta się z sobą tworząc kępkę owocników. Powierzchnia biaława, kremowa do żółtawej, wzdłużnie włóknista, podstawa z białą grzybnią.
Miąższ
Dość cienki i kruchy, miękki, biały, kremowy do kremowożółtego, na starość kremowobrązowy, nie zmieniający koloru przy przecięciu. Młode okazy mają lekko słodki i aromatyczny zapach, ale starsze mogą mieć nieprzyjemny zapach zjełczałej mąki. Smak jest mdły, pleśniowy i lekko gorzki.
Wysyp zarodników
Bladoróżowy, czasem prawie biały.
Cechy mikroskopowe
Bazydiospory eliptyczne, 3–5,5 × 2–3,5 µm.

## Występowanie i siedlisko
Znane jest występowanie tego gatunku w Ameryce Północnej, Europie i na Półwyspie Koreańskim. W Polsce do 2024 r. jedyne stanowiska podali Andrzej Nespiak w 1960 r. w Tatrzańskim Parku Narodowym wśród traw na wapiennym podłożu i Stanisław Domański w 2001 r.
Naziemny grzyb saprotroficzny. W Chorwacji rośnie na torfowiskach, w parkach i lasach mieszanych.

## Znaczenie
Jest grzybem jadalnym, jednak uznawany jest za grzyba niejadalnego ze względu na nieprzyjemny zapach i smak (mdły, pleśniowy i lekko gorzki) miąższu.